# Jakub Matějův ze Soběslavi
Jakub Matějův ze Soběslavi (latinsky Jacobus de Sobieslavia, okolo 1360 asi Soběslav – 1415) byl český učenec, v letech 1410–1411 působící jako rektor Univerzity Karlovy.

## Život
Pocházel ze Soběslavi v jižních Čechách. V roce 1389 složil bakalářskou zkoušku na Univerzitě Karlově, v roce 1392 pak zkoušku mistra svobodných umění. V letech 1410 a 1411 byl Matějův zvolen rektorem Univerzity Karlovy a v roce 1413 se stal děkanem fakulty svobodných umění.
Zemřel roku 1415.

## Dílo
- Utrum omnis racionativus rector, supremi rectoris subditus legibus, debeat subditos precellere sapiencia et virtute